# Assolo
Assolo (sardisk: Assòlu, Assòu) er en by og en kommune (comune) i provinsen Oristano i regionen Sardinien i Italien. Byen ligger i 255 meters højde og har 391 indbyggere (2016). Kommunen har et areal på 16,37 km² og grænser til kommunerne Albagiara, Genoni, Nureci, Senis, Villa San Pietro og Villa Sant'Antonio.